# Таршин, Алексей Михайлович
Алексей Михайлович Таршин (при рождении Белоусов; 19 сентября (2 октября) 1906, Казань, Казанская губерния, Российская империя — 23 августа 1986, Киев, Украинская ССР) — русский советский актёр театра и кино. Народный артист Украинской ССР (1951).

## Биография
В семье было девять детей — четыре сестры и пять братьев. Их отца – военного инженера – во время гражданской войны мобилизовали в армию Колчака (и присвоили чин полковника). Но после её разгрома родственники белого офицера очень бедствовали. Актёру никогда не напоминали, что он сын колчаковца. Однако страх не оставлял его всю жизнь. В анкетах он дипломатично писал, что происходит из семьи служащего, не расшифровывая привычное словосочетание. По понятным причинам взял девичью фамилию матери. Брат народного артиста Украинской ССР Михаила Михайловича Белоусова (1905—1960).
До 1926 года обучался мастерству в драматической студии при Казанском русском театре (ныне Казанский большой драматический театр имени В. И. Качалова). Дебютировал на сцене тетра в Астрахани (1926—1928), работал в Ташкенте, Ашхабаде, Смоленске, Архангельске, Сталинграде, Казани, Свердловске, Челябинске (1941—1944), Харьковском русском театре (1937—1941), Горьковском театре им. Горького (1953—1962).
В 1944—1953 и 1962—1983 годах — в Киевском русском театре им. Леси Украинки.
Играл в пьесах Бомарше, Лопе де Вега, Л.Толстого, А. Островского, К. Гольдони, А.Чехова, М. Горького, Э. Войнич, Л. Украинки и других.
Снимался в кино.

## Избранная фильмография
- 1968 — Ошибка Оноре де Бальзака — Конецпольский
- 1967 — Если покинешь меня (фильм-спектакль) — профессор Маркус
- 1966 — Ярость — генерал
- 1965 — Гадюка — эпизод
- 1964 — Карты (короткометражный)
- 1948 — Третий удар — генерал-полковник (нет в титрах)
- 1945 — Зигмунд Колосовский — Райс, гестаповец
- 1942 — Бой под Соколом — Алексей, брат капитана Стрельцова